# Vetor de onda
Em física, um vetor de onda é um vetor que ajuda a descrever uma onda. Este vetor é igual a qualquer outro vetor, tendo intensidade(magnitude), direção e sentido. A magnitude deste vetor de onda é expressa pelo número de onda ou número de onda angular e a direção e sentido deste vetor equivalem aos da propagação da onda.